# Segreti svelati
Segreti svelati è una raccolta di racconti di Alice Munro pubblicati in Italia nel 1994 da La Tartaruga e ripubblicati nel 2008 da Einaudi. La prima edizione in lingua inglese è stata pubblicata da McClelland and Stewart nel 1994.

## Racconti
- "Travolto dai sentimenti (Carried Away)"
- "Una vita vera (A Real Life)"
- "La vergine albanese (The Albanian Virgin)"
- "Segreti Svelati (Open Secrets)"
- "Il Jack Randa Hotel (The Jack Randa Hotel)"
- "Un posto selvaggio (A Wilderness Station)"
- "Sono atterrate le navi spaziali (Spaceships Have Landed)"
- "Vandali (Vandals)"

## Edizioni
- Alice Munro, Segreti Svelati, traduzione di Marina Premoli, collana Super ET, Einaudi, 2008,  pp. 282, cap. 8, ISBN 88-06-18241-2.